# Sonic Boom: L'ascesa di Lyric
Sonic Boom: L'ascesa di Lyric (Sonic Boom: Rise of Lyric), conosciuto in Giappone come Sonikku Tūn: Taiko no Hihō (ソニックトゥーン 太古の秘宝? "Sonic Toon: Antico Tesoro"), è un videogioco d'avventura dinamica sviluppato da Big Red Button Entertainment per Wii U con l'aiuto del Sonic Team dal Giappone, appartenente al franchise di Sonic. È stato pubblicato assieme a Sonic Boom: Frammenti di cristallo (gioco per Nintendo 3DS) come spin-off, pur presentando trame diverse; i due giochi fanno parte del franchise spin-off Sonic Boom e fungono da prequel all'omonima serie animata. Sono inoltre la terza e ultima parte del frutto della collaborazione esclusiva tra SEGA e Nintendo e sono uscite nel mese di novembre 2014 in Nord America e in Europa, esattamente un mese dopo la prima TV della serie animata. Inoltre l'Archie Comics ha creato una serie di fumetti che trattano di Sonic Boom dove i protagonisti del gioco vivono varie avventure.
All'uscita, il gioco ha suscitato molte critiche negative a causa dei numerosi glitch, sistemi della telecamera, controlli, storia, dialoghi e sviluppo dei personaggi, e si è anche rivelato un fallimento commerciale.

## Trama
(Lyric the Last Ancient)
Sonic the Hedgehog e i suoi compagni Miles "Tails" Prower, Knuckles the Echidna ed Amy Rose, mentre stanno dando la caccia al loro vecchio nemico, il diabolico Dr. Eggman affiancato a Metal Sonic, si ritrovano su un'isola sperduta nelle cui profondità trovano un'antica cripta sigillata. Lì si imbattono in un potente e malvagio essere simile ad un serpente cyborg, discendente di un'antica razza, il cui nome è Lyric the Last Ancient, il quale apparteneva ad un'antica dinastia chiamata i Saggi, che nonostante le avanzate tecnologie vivevano in armonia con la natura, e trovavano l'energia di cui avevano bisogno da dei potenti cristalli. Lui però decise di utilizzare i cristalli per alimentare un potente esercito di robot e distruggere tutte le forme di vita nel mondo per farlo dominare dalle sue creature meccaniche, per questo venne imprigionato. Ora però è nuovamente libero, ed è pronto a vendicarsi mettendo in atto il suo malefico piano. La posta in gioco non è mai stata così alta, e l'unica possibilità per il gruppo di battere Lyric è quello di unirsi e lavorare come una squadra, insieme al nuovo membro Sticks the Badger, per trovare i cristalli prima di lui.

## Personaggi

### Principali
- Sonic the Hedgehog: In questo gioco ha le braccia blu come il resto del corpo anziché beige, è più alto e indossa un foulard marrone e delle fasce sportive. È caratterizzato da una grande passione per l'avventura, è pieno di fiducia in se stesso e prende le sfide con spensieratezza. Dimostra di avere un atteggiamento ironico, facendo anche battute sarcastiche, ma quando i suoi amici sono in difficoltà si mantiene serio e corre in loro aiuto. La principale abilità di Sonic è la sua capacità di muoversi a una velocità superiore a quella del suono.
- Miles "Tails" Prower: In questo gioco l'aspetto è rimasto invariato se non per i vestiti. Oltre ad essere un pilota aereo, ricopre il ruolo di stratega e specialista.
- Knuckles the Echidna: In questo gioco è più muscoloso e robusto e indossa anch'egli delle fasce sportive, tuttavia a differenza dell'originale, ha un QI molto basso, per esempio confonde la destra con la sinistra. Con i suoi muscoli è capace di distruggere massi di grandi dimensioni, robot e scavare buche.
- Amy Rose: l'aspetto è rimasto invariato se non per i vestiti sportivi. Funge da atleta della squadra, ed è molto agile e sicura di sé. La sua arma è un grande martello chiamato martello Piko-Piko.
- Dr. Eggman: in questo gioco il suo aspetto ovale è stato "rovesciato", ha i baffi più corti e indossa una divisa da militare rossa e gialla. Un genio del male amante dei robot, da sempre intento a rendere il mondo il proprio impero, si alleerà con Lyric, anche se con un po' di disagio. In realtà è intento a tradirlo quando sarà ad un passo dalla vittoria.
- Metal Sonic: nemico dei protagonisti, è un robot simile a Sonic che obbedisce agli ordini del suo creatore; il Dottor Eggman. Sembra essere inoltre il leader dei robot del dottore.
- Shadow the Hedgehog: nella versione Wii U il riccio nero dalle strisce rosse, non è disposto ad allearsi col team di Sonic, tanto che fungerà da nemico. Crede che Sonic sia troppo debole, perciò farà di tutto per sconfiggerlo.
- Sticks the Badger: nuovo personaggio fungente da protagonista. È un tasso della giungla che ha trascorso gran parte della sua vita da sola nella natura selvaggia, ed è come tale nuova nel gruppo di amici. Dopo l'incontro con il gruppo stringe un forte legame con i quattro, in particolare con Amy. Utilizza armi fatte a mano in ogni momento, in particolare un boomerang.
- Lyric the Last Ancient: il vero antagonista principale del gioco. Un serpente appartenente ad un'antica dinastia chiamata i Saggi, imprigionato perché intento a rendere più forte il suo esercito di robot per distruggere tutta la biologia del mondo e farla dominare dai suoi esseri meccanici. Ora che è libero, risvegliato erroneamente dai nostri eroi, il suo piano è rimasto invariato.

### Secondari
- MAIA: un robot costruito da Lyric che si ribellerà al padrone e si alleerà con i protagonisti per sventare il suo piano, mandandogli indietro nel tempo di oltre mille anni per trovare la mappa che li condurrà agli smeraldi.
- Cliff: un anziano e intelligente riccio archeologo.
- Perci the Bandicoot: un'affascinante bandicoot femmina con il compito di difendere Bygone Island dal dominio di Lyric.
- Q-N-C: un piccolo robot alleato dei protagonisti ed ex assistente di Lyric.
- Salty: un obeso ippopotamo antropomorfo marinaio.
- Pepper: un obeso ippopotamo antropomorfo marinaio fratello di Salty.
- Castoro Pignolo (Fastidious Beaver): un castoro antropomorfo dal carattere molto fastidioso e noioso.
- Sindaco Fink (Mayor Fink): un topo antropomorfo sindaco del villaggio dell'isola.
- Fred (Foreman Fred): una talpa antropomorfa maschio che lavora come capo minatore nella miniera del sito archeologico di Cliff.
- Pokey e Hokey: Due meduse antropomorfe maschio e femmina che abitano nel lago vulcanico dell'isola.
- Tucker (Old Tucker): una tartaruga antropomorfa maschio che da giovane lavorava nell'arsenale di Lyric, intento a creare un fertilizzante speciale per i raccolti del suo villaggio così da migliorare le condizioni di vita di sé stesso e dei suoi abitanti. Avendo sbagliato pozione in passato, chiederà a Sonic e gli altri di tornare indietro nel tempo e impedirgli di commettere l'errore.
- Woody (Chef Woody): un castoro antropomorfo cuoco che cucina i suoi piatti per i minatori che lavorano per Cliff nel suo scavo archeologico.
- Howard (Haywar): un riccio antropomorfo contadino che coltiva campi di girasoli sull'isola.
- Doc Ginger: un cane antropomorfo femmina, che si occupa di curare i minatori che lavorano per Cliff nel sito archeologico.

## Doppiaggio
Il doppiaggio italiano è stato effettuato agli studi Jinglebell Communication di Milano, sotto la direzione di Alice Bongiorni, mentre il copione è tradotto da Chiara Canu e Giulia Checchi.
| Personaggio            | Doppiatore inglese     | Doppiatore giapponese | Doppiatore italiano  |
| ---------------------- | ---------------------- | --------------------- | -------------------- |
| Sonic the Hedgehog     | Roger Craig Smith      | Jun'ichi Kanemaru     | Renato Novara        |
| Miles "Tails" Prower   | Colleen O'Shaughnessey | Ryō Hirohashi         | Benedetta Ponticelli |
| Knuckles the Echidna   | Travis Willingham      | Nobutoshi Canna       | Maurizio Merluzzo    |
| Amy Rose               | Cindy Robinson         | Taeko Kawata          | Serena Clerici       |
| Sticks the Badger      | Nika Futterman         | Aoi Yūki              | Anna Mazza           |
| Dr. Eggman             | Mike Pollock           | Chikao Ōtsuka         | Aldo Stella          |
| Lyric the Last Ancient | Patrick Seitz          | Jūrōta Kosugi         | Dario Oppido         |
| Shadow the Hedgehog    | Kirk Thornton          | Kōji Yusa             | Claudio Moneta       |
| MAIA                   | Cindy Robinson         | Mayumi Yanagisawa     | Benedetta Ponticelli |
| Cliff                  | Kirk Thornton          | Fumihiko Tachiki      | Claudio Moneta       |
| Perci the Bandicoot    | Erin Fitzgerald        | Yū Kobayashi          | Benedetta Ponticelli |
| Q-N-C                  | Ben Diskin             | Kappei Yamaguchi      | Gianni Quillico      |
| Salty                  | Patrick Seitz          | Kappei Yamaguchi      | Dario Oppido         |
| Pepper                 | Patrick Seitz          | Tomokazu Seki         | Claudio Moneta       |
| Castoro Pignolo        | Mike Pollock           |                       | Aldo Stella          |
| Sindaco Fink           | Mike Pollock           | Takuma Suzuki         | Aldo Stella          |
| Fred                   | Kirk Thornton          |                       | Claudio Moneta       |
| Pokey                  | Patrick Seitz          |                       | Lorella De Luca      |
| Hokey                  |                        |                       | Dario Oppido         |
| Tucker                 | Kirk Thornton          |                       | Claudio Moneta       |
| Woody                  | Kirk Thornton          |                       | Claudio Moneta       |
| Hayward                |                        |                       | Maurizio Merluzzo    |
| Doc Ginger             | Nika Futterman         |                       | Lorella De Luca      |

## Modalità di gioco
Sonic Boom: L'ascesa di Lyric è un gioco d'azione-avventura con una maggiore enfasi sull'esplorazione e combattimento rispetto ai precedenti giochi della serie Sonic the Hedgehog. I personaggi Sonic, Tails e Knuckles sono giocabili in entrambe le versioni, mentre Amy e il nuovo membro del team, Sticks, sono esclusivi alle versioni Wii U e 3DS rispettivamente, poiché nella versione 3DS Amy viene rapita da Lyric, quindi non è un personaggio giocabile mentre Sticks invece sì. Nella versione Wii U Sticks non è giocabile e affida ai nostri eroi una missione. Ogni personaggio ha le proprie abilità meccaniche di gioco, Sonic può usare la sua super-velocità e attacchi homing, Tails può volare e utilizzare vari gadget, Knuckles può fare una tana sotterranea e salire sui muri, Amy può usare il suo martello per oscillare su pali e Sticks può lanciare un boomerang che può essere controllato durante il suo volo. Ogni personaggio possiede anche un'arma sembiante una frusta chiamato EnerBeam, che permette loro di eseguire varie azioni, quali scivolare da rotaie, eliminare gli scudi dei nemici e risolvere enigmi. C'è anche un focus sull'utilizzo dei personaggi e delle loro abilità per progredire. La versione Wii U del gioco supporterà inoltre la modalità multiplayer cooperativa per due giocatori, con modalità aggiuntive per un massimo di quattro giocatori. Gli elementi della storia e i design dei livelli differiranno le versioni Wii U e 3DS del gioco.
L'ascesa di Lyric (Rise of Lyric) è diviso in almeno tre stili di gioco principali: speedy-platform, simile ai primi giochi della serie, come in Sonic Generations, fasi di esplorazione e battaglie contro vari boss.

## Sviluppo
Lo sviluppo del gioco è iniziato nel 2011, quando la BigRedButton Entertainment è diventato parte di SEGA, società contenente membri che erano stati parte in precedenza da Naughty Dog (creatori di Crash Bandicoot e Jak and Daxter), High Impact Games e Heavy Iron Studios. Il gioco era in sviluppo prima della partnership Nintendo-SEGA, ma approfittando di ciò è stato creato solo per console Nintendo, quando invece era originariamente programmato per uscire su più piattaforme.
Marchello Churchill, direttore del marketing della sussidiaria americana di SEGA, ha detto che i giochi non hanno lo scopo di sostituire il franchise del riccio blu, ma per farne maggior appello nei territori occidentali. Fu proprio per tale pubblico che i personaggi subirono un nuovo design, ma ognuno manterrà i propri doppiatori, tra cui Roger Craig Smith per Sonic. Lo sviluppo per il redesign di Sonic ha attraversato un lungo progetto fino ad arrivare al design con la sciarpa e fasce, che per gli sviluppatori indica il suo amore per l'avventura. In più la sciarpa è un omaggio a Nathan Drake, protagonista della serie di videogiochi Uncharted creata dalla già citata Naughty Dog. In un'intervista di James Games con Steven Frost, lui ha rivelato che entrambe le due versioni avranno storie separate che si svilupperanno in parallelo alla serie del riccio blu.

## Accoglienza
| Testata                           | Giudizio |
| --------------------------------- | -------- |
| Metacritic (media al 18-08-2024)  | 32/100   |
| GameRankings (media al 9-12-2019) | 33.15%   |
| Destructoid                       | 5/10     |
| Game Informer                     | 4/10     |
| GameSpot                          | 2/10     |
| IGN                               | 4.3/10   |

Il gioco è stato stroncato dalla critica, suscitando molte recensioni negative a causa dei numerosi glitch, sistemi della telecamera, controlli, storia, dialoghi e sviluppo dei personaggi, diventando il gioco con le valutazioni più basse del franchise di Sonic.
Su Metacritic detiene un punteggio medio di 32/100, mentre su GameRankings un 33,15%. Don Saas di GameSpot ha stroncato il gioco per il suo design ripetitivo dei livelli, la noiosa risoluzione di enigmi e puzzle, numerosi bug, e il sistema di combattimento banale; ha anche affermato che "attraverso una combinazione di controlli ingombranti, un sistema di telecamere rotto e una totale mancanza di reattività, gli elementi platform ed esplorativi di L'ascesa di Lyric sono totalmente impraticabili". Allo stesso modo, Tim Turi di Game Informer ha criticato la scarsa qualità visiva, il frame rate, i dialoghi, le battute poco divertenti e il design dei livelli scadente.
Il gioco è stato anche un flop economico: assieme a Frammenti di cristallo sono state vendute in totale solo 620,000 copie.